# Chalepides anomalus
Chalepides anomalus är en skalbaggsart som beskrevs av Martinez 1978. Chalepides anomalus ingår i släktet Chalepides och familjen Dynastidae. Inga underarter finns listade i Catalogue of Life.